# Максимовка (Павлодарський район)
Макси́мовка (каз. Максимовка) — село у складі Павлодарського району Павлодарської області Казахстану. Входить до складу Рождественського сільського округу.
Населення — 50 осіб (2021; 175 у 2009, 289 у 1999, 350 у 1989).
Національний склад станом на 1989 рік:
- казахи — 56 %
- німці — 34 %